# Spartina caespitosa
Spartina caespitosa är en gräsart som beskrevs av Amos Eaton. Spartina caespitosa ingår i släktet marskgräs, och familjen gräs. Inga underarter finns listade i Catalogue of Life.